# Loglan
Il Loglan (da logical language) è una lingua artificiale creata da James Cooke Brown nel 1955.

## Storia

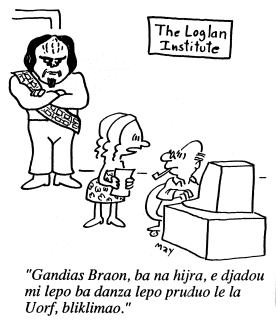
Esempio di lingua Loglan:Fumetto di Rex May, copertina della rivista Lognet n. 89/1, 1989

L'autore (1921-2000), professore alla "Florida University" (Università della Florida) di Gainesville, elaborò l'idioma a partire dal 1955. La finalità era la ricerca linguistica, per sperimentare l'ipotesi Sapir-Whorf. A tale scopo si sforzò di creare una lingua tanto diversa e tanto più logica, rispetto alle lingue naturali, che le persone che la studiano possano pensare in modo diverso e più logico, se la suddetta ipotesi fosse vera. La grammatica è stata ideata per essere il più possibile ridotta per essere agevolmente insegnata e usata, tuttavia il più possibile elaborata per permettere di pensare e conversare. Pubblicò la prima descrizione della lingua nel n. 6 (giugno 1960) della rivista Scientific American. Il Loglan è stato la prima "lingua logica" della seconda metà del XX secolo, e l'ispiratore delle lingue logiche successive.
Il creatore intendeva che il Loglan fosse il più possibile neutrale dal punto di vista culturale; e parsimonioso metafisicamente, vale a dire che le categorie grammaticali obbligatorie fossero ridotte al minimo. Un esempio di categoria obbligatoria in inglese è il tempo dei verbi, perché è impossibile esprimere un verbo definito senza esprimere anche un tempo. 
Il prof. Brown intendeva anche che la lingua fosse del tutto regolare e priva di ambiguità. Ogni frase può essere analizzata in un solo modo. Inoltre la struttura sillabica dei vocaboli è stata creata in modo che una sequenza di sillabe possa essere divisa in parole in un solo modo, anche se le pause nel discorso possono non rendere chiara la separazione delle parole. La lingua possiede un numero ridotto di fonemi, per cui è improbabile che la presenza di eventuali accenti regionali renda i discorsi poco comprensibili.
In modo da facilitare l'apprendimento dei vocaboli, essi sono stati costruiti in modo da possedere elementi comuni con le parole corrispondenti nelle otto lingue più parlate del mondo. L'ideatore compì un'indagine di statistica di diffusione percentuale delle varie lingue, e su questa basò il suo vocabolario. Assegnò alle otto lingue suddette diversi coefficienti di diffusione (inglese 28%, cinese mandarino 25%, hindi 11%, russo 10%, spagnolo 9%, giapponese 6%, francese 6% e tedesco 5%). Attraverso vari calcoli quindi stabilì un cosiddetto "coefficiente di apprensibilità" per ogni parola composta in Loglan. Ad es. l'aggettivo "azzurro" viene tradotto con "blanu", ottenuto prendendo: 
- 3 suoni dalla parola inglese "blue"
- 3 dal cinese "lan"
- 2 dallo hindi "nila"
- 2 dal russo "galuboj"
- 2 dallo spagnolo "azul"
- 2 dal francese "bleu"
- 4 dal tedesco "blau"[4]

Brown creò il "Logical Language Institute - TLI" (Istituto per la lingua logica) per regolare l'evoluzione e le applicazioni della lingua. 
Lingue come il Loglan, che tentano di essere veramente universali e non solo paneuropee, sono il risultato della preoccupazione di molti linguisti che sentono il pericolo che la diffusione di lingue ausiliarie di derivazione europea possa essere percepita da asiatici e africani come una sorta di "colonialismo linguistico".

### Lo scisma del Lojban e le lingue derivate
L'autore ha sempre visto la lingua come un progetto di ricerca incompleto, tanto da essere talvolta sottoposto a piccole revisioni fino alla versione definitiva del 1988. E nonostante avesse pubblicato molti documenti relativi ai suoi studi, reclamò sempre i diritti legali sull'uso della lingua. Di conseguenza un gruppo di suoi seguaci si staccò dal movimento del Loglan per fondare nel 1987 il "Logical Language Group" (Gruppo per la lingua logica), il quale creò una nuova lingua, il "Lojban", basata sugli stessi principi del Loglan, ma con lo scopo di renderla più liberamente disponibile, e d'incoraggiarne l'uso pratico come una lingua vera e propria. 
Altre "lingue logiche" derivate dal Loglan sono:
- Ceqli, di Rex F. May, prende elementi di grammatica dall'inglese e dal cinese
- Gua\spi, di Jim F. Carter, impiega toni simili a quelli del cinese per precisare la struttura della grammatica[9]
- Láadan, di Suzette Haden Helgin (1982). Non è propriamente una lingua derivata dal Loglan, ma ne è relazionata in quanto è sorta per sperimentare l'ipotesi Sapir-Whorf, in funzione "femminista", per verificare se la struttura delle lingua naturali sia o meno più funzionale al punto di vista maschile rispetto a quello femminile[10]
- Lojsk, di Ari Reyes, prende elementi da molte altre lingue pianificate, compreso l'esperanto
- Voksigid, di Bruce R. Gilson, ha una fonologia ritenuta più "universale", ad es. non distingue tra /r/ ed /l/; ha una sintassi molto più libera, ottenuta con l'uso di preposizioni, evitando così di avere un ordine rigido per la costruzione della frase; il lessico deriva dai vocaboli delle lingue europee

I sostenitori del Lojban impiegano a volte il termine "Loglan" come vocabolo generico per indicare sia la loro lingua che il "Loglan" di Brown, che chiamano "TLI Loglan" quando necessario per evitare l'ambiguità. Sebbene lo "United States Patent and Trademark Office" (Ufficio statunitense per i brevetti e le marche registrate) abbia confermato la non registrabilità del termine "Loglan", molti sostenitori e membri del "The Loglan Institute" trovano offensivo il doppio uso del termine, ed ammettono il termine "Loglan" soltanto per la versione "TLI" della lingua.

## Grammatica

### Alfabeto e fonologia
L'alfabeto del Loglan ha due versioni storiche. La prima, del 1975, possedeva 21 lettere ed altrettanti fonemi relativi. La versione definitiva del 1989 comprende cinque lettere in più: 
- H (/h/) dal 1977 su richiesta degli appassionati
- Y (/ə/) dal 1982 in funzione di raccordo tra i termini che compongono parole complesse
- Q (/θ/) dal 1986 per permettere l'incorporazione del vocabolario linneano della biologia; inoltre si sono rivelate utili per rendere una pronuncia più precisa di molte parole prese in prestito.
- W (/y/) idem
- X (/x/) idem

### Morfologia e sintassi
Il Loglan ha tre tipi di parole: "predicati" (dette anche "parole di contenuto"), "strutturali" (anche "piccole parole") e "nomi". La maggioranza delle parole è costituita dai predicati; sono le parole che contengono un significato. Le parole strutturali sono quelle che modificano i predicati o indicano come essi siano collegati tra loro, come in italiano le congiunzioni e le preposizioni. I nomi vengono scritti secondo la fonetica del Loglan; per cui, se un nome viene da un'altra lingua, l'ortografia del Loglan può essere diversa da quella della lingua di origine. I nomi in Loglan terminano sempre in consonante, il che aiuta a distinguere i nomi dagli altri tipi di parole, che terminano sempre in vocale. Se un nome, nella propria lingua, termina in vocale, per convenzione si aggiunge una "s" per formare l'equivalente parola Loglan; ad es. il nome inglese "Mary" diventa in Loglan: "Meris" (pron. /'mɛriːs/).

## Letteratura
La letteratura in Loglan consiste in testi brevi come articoli, racconti e poesie; in buona parte disponibili presso il sito internet del "The Loglan Language Institute".
L'unico vero e proprio romanzo in Loglan s'intitola Nepo neri vizgoi la Loglandias (Una prima visita a Loglandia), dell'inglese Alex Leith (1935-2001), pubblicato postumo nel 2002. Racconta il viaggio di uno studioso del Loglan nell'immaginario Stato di "Loglandia", dove il Loglan è la lingua corrente ed ufficiale.

## Esempio di lingua Loglan: IlPadre Nostro
Eo ga nu sentydju ga letu namci.
I eo letu na bragai fa fadkaa.
I eo lotu nu furmoi ga nu durzo vi la Ter, ciuvi le skatyhaa.
I donsu mio na levi denli lemio rardei breba.
I tsenordri mio lopo mio dasysru gu,
ciu lepo mio tsenordri raba ji dasysru mio. 
I glida mio no nepo nu zavdazmao,
Ibuo fremao mio lopo muerzavkao,
Imoi tu ponsu le nu bragai, e lopu porli, e lopu graflo gu rana, 
I eo tio dzabi.»